# Claire Burrus
 (juin 2024).
 (juin 2024).
 (juin 2024).
La mise en forme du texte ne suit pas les recommandations de Wikipédia : il faut le « wikifier ».
Les points d'amélioration suivants sont les cas les plus fréquents. Le détail des points à revoir est peut-être précisé sur la page de discussion.
- Les titres sont pré-formatés par le logiciel. Ils ne sont ni en capitales, ni en gras.
- Le texte ne doit pas être écrit en capitales (les noms de famille non plus), ni en gras, ni en italique, ni en « petit »…
- Le gras n'est utilisé que pour surligner le titre de l'article dans l'introduction, une seule fois.
- L'italique est rarement utilisé : mots en langue étrangère, titres d'œuvres, noms de bateaux, etc.
- Les citations ne sont pas en italique mais en corps de texte normal. Elles sont entourées par des guillemets français : « et ».
- Les listes à puces sont à éviter, des paragraphes rédigés étant largement préférés. Les tableaux sont à réserver à la présentation de données structurées (résultats, etc.).
- Les appels de note de bas de page (petits chiffres en exposant, introduits par l'outil «  Source ») sont à placer entre la fin de phrase et le point final[comme ça].
- Les liens internes (vers d'autres articles de Wikipédia) sont à choisir avec parcimonie. Créez des liens vers des articles approfondissant le sujet. Les termes génériques sans rapport avec le sujet sont à éviter, ainsi que les répétitions de liens vers un même terme.
- Les liens externes sont à placer uniquement dans une section « Liens externes », à la fin de l'article. Ces liens sont à choisir avec parcimonie suivant les règles définies. Si un lien sert de source à l'article, son insertion dans le texte est à faire par les notes de bas de page.
- La présentation des références doit suivre les conventions bibliographiques. Il est recommandé d'utiliser les modèles {{Ouvrage}}, {{Chapitre}}, {{Article}}, {{Lien web}} et/ou {{Bibliographie}}. Le mode d'édition visuel peut mettre en forme automatiquement les références.
- Insérer une infobox (cadre d'informations à droite) n'est pas obligatoire pour parachever la mise en page.

Pour une aide détaillée, merci de consulter Aide:Wikification.
Si vous pensez que ces points ont été résolus, vous pouvez retirer ce bandeau et améliorer la mise en forme d'un autre article.
Pour les articles homonymes, voir Burrus.
Claire Burrus, née en 1940, est une galeriste française. De 1985 à 1997, elle dirige la Galerie Claire Burrus à Paris, un espace qui s’illustre par le soutien à une nouvelle génération d’artistes émergents, parmi lesquels Michel Verjux, Felice Varini, Philippe Cazal, et tout particulièrement Philippe Thomas. Parallèlement, elle joue un rôle déterminant dans l’introduction sur la scène française d’artistes anglo-saxons majeurs, tels qu’Angela Bulloch, Charles Ray, Rudolf Stingel et Rachel Whiteread.

## Biographie
Claire Burrus, née Claire Deschamps, voit le jour le 8 février 1940 à Marcilly-en-Villette, près d'Orléans. Elle connaît très tôt son quart d'heure de célébrité warholien quand le 8 mai 1959, au cours des fêtes johanniques célébrées à Orléans où elle est choisie pour incarner Jeanne d'Arc, elle est photographiée en armure et à cheval, main dans la main avec le Général de Gaulle - photo iconique et rare puisque le Général refusait systématiquement de poser pour les photographes. Après une licence de droit et d'histoire, elle travaille chez le commissaire-priseur Etienne Ader où elle s'initie au commerce de l'art. 

### La galerieLe Dessin(1974-1984)
En 1974, Claire Burrus ouvre à Paris une galerie consacrée aux œuvres sur papier. Le Dessin, au 43, rue de Verneuil, ambitionne de compenser la sous-représentation de cette forme d'art dans le paysage artistique parisien. En 1978 la galerie déménage dans le VIe arrondissement de Paris, au 27, rue Guénégaud. Cette nouvelle installation dans un quartier riche en galeries est l'occasion pour Claire Burrus d'exposer de jeunes artistes, émergents (Anne-Marie Pêcheur, Malgorzata Paszko, Olivier Agid) ou déjà reconnus (Erró, Jacques Villeglé). Elle s'intéresse également au dessin comme étape dans l'élaboration d'une œuvre conçue pour un autre support. Ainsi l'exposition Carnets d'artistes, du 29 avril au 30 juin 1980, confronte les travaux préparatoires et les œuvres achevées de 16 artistes, dont les peintres Jean Bazaine, Pierre Bonnard et Vassily Kandinsky, et expose parallèlement un ensemble d'artistes considérant le processus de fabrication d'une œuvre comme une part indissociable de l’œuvre elle-même, et ces "carnets" comme une œuvre en soi, tels Marcel Broodthears, Bernard Dufour, Jean Degottex et Gianfranco Baruchello (qui signera plus tard à la galerie une exposition personnelle, Monogrammes, en 1982). La scénographie de cette exposition supposait que chaque jour, chaque carnet présente une page différente, pour manifester la complexité et l'évanescence d'un support créant, selon Gilbert Lascault, « plus que tout autre dessin, (...) un rapport intime entre celui qui regarde et les traits regardés ». Cette implication active du public dans un dispositif dynamique éclairant l’œuvre préfigure les principes fondateurs de la future Galerie Claire Burrus, cinq ans plus tard. 
Cette direction nouvelle est tout aussi explicite dans l'exposition que Claire Burrus présente en 1982 avec le scénographe et plasticien Robert (Bob) Wilson.  On y découvre les dessins qu'il réalise autour des deux spectacles sur lesquels il travaille cette année là, une première version de l'opéra Medea de Gavin Bryars, créé en 1984, et Great Days in The Morning, spectacle de spirituals conçu par et pour la soprano Jessye Norman. Loin d'être de simples esquisses ou des croquis fonctionnels, ces œuvres matérialisent les visions abstraites qui inspirent le scénographe, dans une démarche purement graphique détachée de toute réalisation scénique directe.
En 1984, alors que Marie Hélène Montenay, son associée depuis 1982, la quitte pour créer une galerie concurrente à deux pas de là, rue Mazarine, suivie par plusieurs artistes représentés par la galerie, Claire Burrus décide de fermer Le Dessin, pour se lancer dans une nouvelle aventure.

### LaGalerie Claire Burrus

#### Au 30-32, rue de Lappe (1985-1990)
La Galerie Claire Burrus ouvre ses portes le 3 juin 1985 au 30-32, rue de Lappe, derrière la Place de la Bastille, dans un quartier davantage connu pour sa vie nocturne que pour ses galeries d'art. Claire Burrus entend ainsi se démarquer de la tendance néo-figurative qui s'impose dans la plupart des galeries parisiennes en ce milieu des années 1980. D'emblée, elle propose une programmation presque exclusivement consacrée à une nouvelle génération de jeunes artistes français, à qui elle offre souvent leur toute première exposition personnelle, et dont elle édite systématiquement un premier catalogue.    
Ces artistes s'inscrivent le plus souvent dans une mouvance post-conceptuelle ou post-minimaliste, en référence à l'art des années soixante, bien que peu d'entre eux revendiquent explicitement une telle filiation. En revanche, malgré des démarches trop individuelles pour s'inscrire dans une quelconque "école", des artistes comme Marie Bourget, Philippe Cazal, Philippe Thomas, Michel Verjux ou Felice Varini (par ordre alphabétique) ont en commun une même attention à l'insertion de leur œuvre dans l'espace d'exposition, une même élaboration de la signification de l'acte créatif et de sa réception par le public, une même intégration critique d'éléments liés au marketing et à la publicité, au graphisme commercial, au design industriel, omniprésents dans l'environnement esthétique urbain de cette fin de siècle. 

#### Philippe Thomas
Philippe Thomas est l'artiste dont le nom est le plus fréquemment associé à la Galerie Claire Burrus, qui a défendu son œuvre et bâti sa réputation internationale depuis ses débuts jusqu'à son décès en septembre 1995. Leur rencontre se fait autour de l’œuvre Sujet à discrétion présentée lors de l'exposition Les Immatériaux au Centre Pompidou. Ce sont trois photos identiques d'un horizon marin, avec trois cartels différents. On peut lire sur le premier : « Anonyme. La mer en méditerranée (vue générale). Multiple » ; sur le deuxième : « Philippe Thomas. Autoportrait (vue de l’esprit). Multiple (photo signée Philippe Thomas) » ; et sur le dernier  : « Lidewij Edelkoort. Autoportrait (vue de l’esprit). Pièce unique (photographie signée Lidewij Edelkoort)». Lidewij Edelkoort est la collectionneuse qui a acquis l’œuvre exposée, et qui devient ainsi, fictivement, signataire de l’œuvre. Cette tactique que Philippe Thomas développe dans l'ensemble de son œuvre, où l'acquéreur de ses pièces en devient le signataire, où le plus souvent ses œuvres ne sont pas directement associées à son nom, lui permet d'investir l'ensemble du monde de l'art, dans ses ressorts visibles et cachés, comme une vaste fiction dont l'artiste, malgré son apparente disparition, reste l'ordonnateur. Philippe Thomas, qui cherche alors une galerie disposée à l'accompagner dans ses projets, propose à Claire Burrus de travailler avec lui sur son nouveau projet, Fictionnalisme. 
Le dispositif de l'exposition Fictionnalisme. Une pièce à conviction consiste à fabriquer un mouvement artistique fictif, dont le manifeste serait une grande photo de groupe (1,50m x 2m) intitulée Hommage à Philippe Thomas : autoportrait en groupe, et composée sur le modèle de l'Hommage à Delacroix peint en 1864 par Fantin-Latour, qui est aussi un manifeste du jeune groupe symboliste. En lieu et place des Whistler, Manet ou Baudelaire du modèle, figurent sur la photo sept collectionneurs, les acheteurs réels des œuvres présentées, affichés comme les artistes réunis par la Galerie Claire Burrus dans un « Hommage à Philippe Thomas». Une série d’œuvres - des gros plans de fragments de visages - signés par ces collectionneurs, complètent cette présentation dont un jeu de cartels constituent les « pièces à conviction». Le catalogue édité par la galerie et tiré à 500 exemplaires participe pleinement à la construction fictionnelle : montrant sur sa couverture la photo marine utilisée dans Sujet à discrétion, il présente entre autres un dialogue fictif de visiteurs lors du vernissage, commentant, critiquant et explicitant le projet. Selon les mots d'Emeline Jaret, il s'agit là d'un « dispositif complexe mêlant création, monstration, collection, et mettant en doute les positions traditionnelles au sein du système de l'art. » 
Les liens de Claire Burrus avec la Cable Gallery de New York permettent à Philippe Thomas de proposer Fictionnalisme outre-atlantique, mais il ne parvient pas à trouver sept collectionneurs américains disposés à financer et « signer » le projet. Il propose alors un dispositif plus ambitieux : la création d'une authentique agence de publicité lancée à la Cable Gallery en décembre 1987 : readymades belong to everyone ®, et accueilli à New York avec un « vif succès critique. » . Le 19 septembre 1988, la Galerie Claire Burrus accueille la création de la filiale française de l'agence : les ready-made appartiennent à tout le monde ® (L'absence de majuscules et les caractères gras font partie du titre original de l’œuvre). À cette occasion, « l'agence » obtient gracieusement un encart publicitaire dans Libération: « Histoire de l'Art cherche personnages ... n'attendez pas demain pour entrer dans l'histoire », et recrute des collectionneurs-auteurs-signataires, dont deux sont des pseudonymes utilisés par Philippe Thomas lui-même, et deux autres, délibérément choisis par l'artiste, sont d'authentiques publicitaires (Georges Verney-Carron et Jay Chiat). L'objet unique de l'activité de l'agence est simple : il s'agit pour elle de faire sa propre publicité, et de recruter à cet effet le plus grand nombre possible de signataires, qui sont invités à la financer. 
Tout au long de l'histoire de la Galerie, Claire Burrus accompagne l’élaboration de l’œuvre de Philippe Thomas, comme galeriste (et donc part intégrante du dispositif fictionnel développé par l'artiste), et comme collaboratrice, intervenant notamment sur le financement et la production des œuvres. À sa mort prématurée en septembre 1995, elle devient son exécutrice testamentaire, et continue aujourd'hui à s’occuper d'une œuvre qui suscite un intérêt croissant, comme en témoignent les expositions qui lui sont consacrées depuis les années 2000.

#### Philippe Cazal, Michel Verjux, Felice Varini, Angela Bulloch
La démarche de Philippe Cazal, autre artiste représenté par la Galerie, est assez proche de celle de Philippe Thomas, à ceci près que ce dernier est littéraire de formation et d'affinités, tandis que Cazal, formé aux arts déco, travaille plutôt sur l'environnement esthétique urbain, marqué par le graphisme publicitaire. « Connu pour ses détournements des usages publicitaires et médiatiques, et pour ses travaux sur les mots et la typographie, Cazal déploie son activité d’artiste indifféremment à travers la performance, la peinture, la sculpture, la photographie, le livre et la vidéo. » Ainsi, à l'instar de Thomas "fictionnalisant" sa signature, Cazal transforme la sienne en un logo, noir sur blanc et blanc sur noir. En mars 1986, la première de ses trois expositions personnelles à la Galerie Claire Burrus, titrée Philippe Cazal, un jour, se compose d'une série de photographies le montrant « en situation d'artiste, artiste mouillé dans la banalité de son environnement ; il utilise un art de l'attitude et du comportement qui lui fait prendre les poses dont ses contemporains sont affublés. » Un an plus tard, en mai 1987, l'exposition Philippe Cazal, Modèle propose des sculptures et des photographies d'une esthétique volontairement kitsch, dont le point commun est la prolifération de coupes de champagne vides : « Le champagne est un alcool de contexte. Le champagne, c’est la fête. Il y a le pétillement. Il y a le bruit. Il y a l’esthétisme des coupes. Pour moi, c’est un outil de travail. (...) Pour moi, cette exposition est une étape importante puisque j’y aborde le volume. Je crois qu’en utilisant cet outil qu’est la coupe de champagne, la fragilité de l’art et de celui qui le fait est mise en évidence. » Enfin son exposition d'octobre 1990, Collection, est une installation qui investit les espaces de la galerie comme s'il s'agissait de l'appartement privé d'un collectionneur virtuel aux goûts minimalistes, le logo Philippe Cazal envahissant les lieux de façon apparemment anarchique, contre les murs, en vitrine, sur un canapé…
Michel Verjux remet également en cause la notion acquise d'objet d'art, puisqu'il travaille exclusivement avec la lumière, la manifestation visible la moins matérielle qui soit. Essentiellement lié au lieu d'exposition, son travail est en phase avec la ligne de programmation de la Galerie Claire Burrus, qui investit alors dans l'art d'installation. Une et trois portes, sa première exposition personnelle, ouvre en février 1986. Composé d'une lumière blanche au néon définissant deux grands rectangles dans l’espace de la galerie, et d'un caisson lumineux, le dispositif agit, selon Corine Pencenat, comme « un outil révélateur du lieu (...) [dans une] ambiance d'hiver atomique. » Ces « éclairages » déterminent le regard et le parcours du visiteur, dont le corps, en projetant son ombre mouvante sur le mur, devient ainsi consubstantiel à l’œuvre et la fait exister par sa seule présence. En 1988, Verjux utilise des formes rondes de lumière blanche, projetées, cadrées et focalisées par des projecteurs à découpe du type qu'on utilise au théâtre ou au cinéma, et disposées de sorte à jouer dynamiquement avec les ouvertures de l'espace. Revenant sur cette expérience en 1990, Verjux indique que ses outils « remplissent une fonction supérieure, celle non plus seulement de décrire l'espace, mais de définir l'acte d'exposer, le fait même de l'exposition, fonction qui n'annule pas la précédente, mais l'inclut. »
Cette prise en compte de l'espace d'exposition comme donnée première de l'existence de l’œuvre est également au centre des préoccupations de Felice Varini, avec des moyens entièrement différents, puisque Varini utilise principalement la peinture. Mais son support exclusif est l'espace architectural, dans lequel il construit des formes qui trouvent leur cohérence quand le spectateur se place à l'emplacement prévu par l'artiste. En 1986, pour son installation 30-32 rue de Lappe, il repeint l'ensemble de l'espace en rouge, à l'exception de formes géométriques dessinées par la peinture blanche originelle de la galerie. Comme l'indique Daniel Soutif dans le catalogue de l'exposition, « Les traits blancs qui, somme toute, ne faisaient à première vue que souligner les marches d'un escalier ou l'angle d'un mur perdent leur valeur représentative pour devenir la simple manifestation de la liberté de l'artiste. » Le travail de Varini est-il à deux ou trois dimensions ? Peut-on encore parler de peinture dans son cas ?  « Je suis devant un phénomène qui n'est plus de l'ordre de la sculpture ou de la peinture. Ce serait une troisième possibilité que je ne saurais nommer. "Environnement", c'est insuffisant. On se trouve face à de nouveaux problèmes qui m'intéressent. »
À partir de la fin des années 1980, la programmation de la Galerie Claire Burrus évolue : sans abandonner la promotion de la jeune scène artistique française, elle s'ouvre de plus en plus à l'international, et cherche désormais à faire connaître en France de jeunes artistes des scènes belges, anglaises ou américaines. 
En juin 1990, Claire Burrus organise la première exposition française de l'artiste anglaise d'origine canadienne Angela Bulloch. Dès cette époque son œuvre reprend les principes de l'art minimaliste et conceptuel des années 1960. Ses sculptures et installations sont conçues en fonction de l'espace d’exposition, et impliquent activement les évolutions et les actions du visiteur. Mais c'est à la machine qu'Angela Bulloch délègue le geste artistique, geste dont elle n'est que la programmatrice. Ainsi elle installe dans les espaces de la galerie, sur un même pan de mur, des séries de globes lumineux qui s'allument et s'éteignent selon des intensités variables, dans un rythme assez lent. Des capteurs qui réagissent au passage et aux gestes des visiteurs animent le dispositif, faisant du corps du spectateur une part essentielle de l’œuvre. La critique de l'exposition hésite cependant à classer Bulloch parmi les sculpteurs, considérant, tel Martin McGeown dans Art Press, que la finalité de son travail n'est pas un objet ou même un espace, mais la mise en scène des rythmes et des vitesses générées par le spectateur. Angela Bulloch elle-même le confirme :« J'aime cette apparente contradiction qui consiste à définir quelque chose qui est toujours sujet au changement. »

#### Au 16, rue de Lappe (1990-1997) - Charles Ray, Rudolf Stingel, Rachel Whiteread ...
Pour accompagner ces évolutions, Claire Burrus décide alors d'élargir ses espaces, et déménage sa galerie entre août et octobre 1990 à quelques numéros de là, au 16 rue de Lappe, dans un local plus vaste et plus visible de l'extérieur. Cette nouvelle opportunité lui permet également de programmer plus facilement des expositions de sculpture ou des installations.  
L'année suivante, en avril 1991, Claire Burrus accueille dans ses nouveaux espaces les sculptures dérangeantes de l'américain Charles Ray. En 1990, à la FIAC, elle avait montré une photo de 1973 où Charles Ray se déguisait lui-même en mannequin en haut d'une échelle appuyée sur une cimaise, plié en deux et les bras ballants. À sa galerie, elle présentait  pour la première fois en France Male Mannequin, un mannequin commercial standard en fibre de verre, nu, légèrement plus grand que la moyenne (1 m 86), et doté contrairement aux mannequins ordinaires de parties génitales hyper-réalistes, moulées sur celles de l'artiste. Ainsi voit-on au 16, rue de Lappe une Table de plexiglas sur laquelle verres et bouteilles dans la même matière semblent naturellement disposées, à ceci près qu'ils sont légèrement enfoncés dans leur support, déstabilisant la perception de la pièce ; en s'approchant on constate que ces verres et bouteilles n'ont pas de fond, qu'ils traversent la table dans des découpes exactes, et que ce qui semble fermé est en fait ouvert. Autre œuvre de l'exposition, 81 x 83 x 85 = 86 x 83 x 85, comme son titre l'indique, est une pièce apparaissant comme un cube métallique aux proportions légèrement faussées, enchâssé dans le sol de la galerie.  Pour Charles Ray, tout comme sa Table est certainement une nature morte, mais absolument pas une vanité, tout comme son cube métallique faussé est plutôt une critique qu'une reprise du minimalisme d'un Donald Judd, son Male Mannequin, comme toutes les œuvres de cette série qu'il abandonne en 1993, ne se prête à aucune interprétation psychologique : « J'ai passé ma vie à m'investir de plus en plus profondément dans mon médium. L’aspect psychologique existe, mais il est non-sculptural. »          
Non-sculptural également, et contrairement aux apparences, le radiateur (Untitled, Radiator, 1991) présenté par Rudolf Stingel du 30 novembre 1991 au 11 janvier 1992 sur les cimaises de la Galerie Claire Burrus est plutôt le fruit d'une réflexion de l'artiste sur le renouvellement de la peinture, sa nature et ses supports. Cette même année, il avait couvert le sol de la Galerie Daniel Newburg à New York d'une épaisse moquette industrielle d'un orange flamboyant ; les motifs créés par le cheminement des visiteurs « complétant » l’œuvre. A Paris, chez Claire Burrus, Stingel moule deux blocs de radiateurs classiques, utilisant en lieu et place de la fonte une résine acrylique transparente ; au cours du moulage, il coule dans le support de la peinture acrylique orange, qui se trouve donc à l'intérieur de la pièce et non à l'extérieur. L'aspect marbré, translucide et coloré de la pièce vient ainsi contredire l'hyperréalisme de l'objet minutieusement reproduit, et sa parfaite banalité. Deux toiles accompagnent cette pièce dans l'exposition, l'une, abstraite, faite de peinture argentée appliquée au pistolet sur un fond monochrome recouvert d'un voile de gaze, laissant voir après avoir été retiré une texture riche et complexe ; l'autre, figurative et hyperréaliste, montrant une table de jardin recouverte d'une nappe orange. Installation, abstraction, hyper-figuration représentent les pôles opposés entre lesquels l’œuvre de Stingel évolue.              
Exposée chez Claire Burrus en mai 1993 - sa première exposition personnelle en France - Rachel Whiteread, vient comme Angela Bulloch du groupe des Young British Artists, qui se sont fait connaître internationalement dans le courant des années 1990. Son approche de la sculpture n'est pas moins paradoxale que celle de Charles Ray, puisqu'elle s'attache alors à créer, par moulage à creux-perdu, un « négatif » d'objets du quotidien qu'elle sélectionne pour leur caractère discret, intime, minimaliste et poétique . Ce sont des portions d'escaliers ou de parquets, des poignées de portes ou des intérieurs de placards, moulés dans des matières monochromes accentuant le caractère spectral des œuvres : plâtre, caoutchouc, résine translucide, qui gardent parfois des fragments infimes des objets disparus. Tout aussi réfractaire que Charles Ray à la notion classique de vanité, Rachel Whiteread confère pourtant à ses objets une dimension émotive assumée, une impression d'abandon indissociable à ses yeux de la culture matérielle moderne : tel le moulage du sol et du plafond d'une douche exposé au rez de chaussée de la Galerie en 1993, ou Untitled (wax floor), un fragment de plancher moulé en cire orange au premier étage, ou encore Concave Bed, en caoutchouc et mousse, moulage inversé (donc convexe et non concave contrairement au titre) d'un matelas usagé ridé par le poids des corps, d'un beige sale évoquant la chair morte, ou le vieux plastique exposé aux éléments dans une décharge publique.          
Ces quelques exemples illustrent les multiples orientations une programmation interrogeant la nature et les frontières nouvelles de l'art contemporain, et la fertilité durable des conceptions minimalistes et conceptuelles en art. Il faut encore citer parmi les expositions de la galerie, les recherches picturales de Cécile Bart (en 1988 et 1991), Daniel Walravens (en 1988, 1992, 1995), Marthe Wery (1993, 1994) et Ettore Spalletti (1994, 1995), les installations monumentales de mobilier urbain par Luc Deleu (en 1986 et 1989), l'éclectisme systématique de Michael Snow (1993), ou les reconstitutions de Guillaume Bijl (1990), et les œuvres de Ian Hamilton Findlay, Paul Armand Gette, David Robbins, Jérôme Saint-Loubert Bié ou Didier Trenet.         
La galerie présente également tout au long de son histoire de régulières expositions photo : Nils Udo (1985, 1988), Paul Graham (1989), Rainer Oldendorf (1994), John Davies (1994). Enfin l'un des artistes le plus souvent exposé chez Claire Burrus, en 1988, 1991, 1993 et 1995 reste le discret Hirsch Perlman, chez qui la relation du texte et du visuel propre à l'art conceptuel joue constamment avec ses propres limites, dans les registres de l'absurde, du paradoxal, de l'ironique, du burlesque, du mélancolique ou du tragique.

### Après la galerie
À partir de 1995, comme toutes les galeries parisiennes, la Galerie Claire Burrus connaît de sérieuses difficultés financières, dues à la réduction drastique des budgets et des achats publics des FRAC et du FNAC, et des ventes de plus en plus rares. Plusieurs années difficiles mettent à mal la viabilité de l'entreprise : la fermeture de la galerie est décidée en 1996, et actée en mai 1998.
Dans les années suivantes, Claire Burrus décide de se consacrer à l’œuvre de Philippe Thomas, disparu en 1995. Ce dernier avait souhaité que les quelque 70 œuvres déposées à la galerie fassent l'objet de donations dans des musées. Avec Emeline Jaret, auteure d'une thèse sur Philippe Thomas, Claire Burrus contacte différents musées pour accomplir la volonté de l'artiste, tâche achevée treize ans plus tard, en 2008. Entre-temps, Emeline Jaret inventorie les archives de Philippe Thomas pour préparer une donation à la Bibliothèque Kandinsky du Centre Pompidou, que Clare Burrus effectue en 2015.
Enfin, entre 2003 et 2006, Claire Burrus est chargée de la programmation et des expositions contemporaines de la galerie du Centre Culturel Français de Milan, avec pour mission de faire connaître en Italie la jeune génération des artistes français. Elle présente ainsi à Milan les œuvres de  Élisabeth Ballet, Laurent Grasso, Loris Gréaud, Anne-Marie Juniet et Alain Clairet, Mathieu Mercier, Nicolas Moulin, Valérie Mréjen.
Tentée de dépasser sa mission de promotion nationale, alors que Milan manque alors cruellement de lieux consacrés à l'art contemporain international, elle trouve aussi le moyen de l'exposer dans les jardins du Centre culturel. Avec Andrea Lissoni (Spazio Lima) et le collectif Xing, elle organise en 2004 une exposition de la revue Purple, avec des photos de Laetitia Bénat, Elein Fleiss et Camille Vivier, puis en 2005, toujours avec Xing, le festival de films Flirt, autour des productions de Anna Sanders Films, rassemblant toute une génération de cinéastes, vidéastes et artistes : Charles de Meaux, Dominique Gonzalez Foerster, Philippe Parreno, Pierre Huyghe, Apitchatpong Weerasethakul, Ange Leccia. Dans les jardins du Centre culturel, elle offre également sa première exposition à Chiara Camoni, et montre entre autres Pierluigi Cagliano, Donatella Spaziani et Luca Vitone.

## Les expositions de la Galerie Claire Burrus (1985-1997)
- Nils Udo, du 3 juin eu 13 juillet 1985.
- Marie Bourget, Mon Dieu ! Le tableau tombe …, du 30 septembre au 9 novembre 1985.
- Philippe Thomas, Fictionnalisme. Une pièce à conviction, du 25 novembre 1985 au 15 janvier 1986.
- Michel Verjux, Une et trois portes, du 17 février au 31 mars 1986.
- Philippe Cazal, Philippe Cazal, un jour, ouverture le 1er mars 1986.
- Luc Deleu, du 6 mai au 2 juin 1986.
- Serge Spitzer et Wolfgang Nestler, du 18 juin et 25 juillet 1986.
- Felice Varini, du 29 septembre au 2 novembre 1986.
- Paul-Armand Gette, Nymphaea, du 15 décembre 1986 au 28 février 1987.
- Malgorzata Paszko, du 8 mars au 28 avril 1987.
- Philippe Cazal, Philippe Cazal, Modèle, du 18 mai au 30 juin 1987.
- Ian Hamilton Finlay, Pastorales, du 19 septembre au 9 novembre 1987.
- Nils Udo, du 8 décembre 1987 au 15 janvier 1988
- Michel Verjux, 1988
- Cécile Bart, du 22 mars au 30 avril 1988.
- Daniel Walravens, Dix peintures, du 16 mai au 10 juillet 1988
- Philippe Thomas], Épreuves d’artistes. Christophe Durand-Ruel, Gilles Dusein, Jacques Salomon, exposition réalisée avec le concours de l’agence les ready made appartiennent à tout le monde®[9], création de la filiale française à Paris, du 19 septembre au 5 novembre 1988.
- Hirsch Perlman, du 21 novembre au 30 décembre 1988.
- Luc Deleu, du 10 mai au 24 juin 1989.
- Paul Graham, du 18 septembre au 31 octobre 1989.
- Philippe Thomas, Insights, du 10 au 17 mars 1990.
- Philippe Cazal, Collection, du 2 au 30 avril 1990.
- Guillaume Bijl, Antiquité, du 4 mai au 4 juin 1990.
- Angela Bulloch, du 21 juin au 21 juillet 1990.
- Alain Géronnez, Paris Bastille… La Modernité en jeu, performance du 27 juin 1990 en forme de jeu de cartes, exposé jusqu'au 7 juillet
- Déménagement de la galerie au 16 rue de Lappe, août-octobre 1990.
- David Diao, du 30 octobre au 24 novembre 1990.
- Véronique Verstraete, du 18 décembre 1990 au 26 janvier 1991
- Steve DiBenedetto, du 31 janvier au 26 février 1991.
- Hirsch Perlman, Exhibit, du 2 au 30 mars 1991.
- Charles Ray, du 13 avril au 25 mai 1991.
- Cécile Bart, du 1er juin au 13 juillet 1991.
- David Robbins, Psycho Safari, du 7 septembre au 12 octobre 1991.
- Philippe Thomas, Un Cabinet d’amateur, du 19 octobre au 16 novembre 1991
- Rudolf Stingel, du 30 novembre 1991 au 11 janvier 1992.
- Angela Grauerholz, du 5 septembre au 31 octobre 1992.
- Daniel Walravens, L’un dans l’autre, du 8 février au 14 mars 1992.
- Kirsten Mosher, du 21 mars au 2 mai 1992.
- Michael Snow, du 5 décembre 1992 au 16 janvier 1993.
- Marthe Wery, du 27 février au 15 avril 1993.
- Rachel Whiteread, du 13 mai au 10 juillet 1993.
- Yvonne Trapp, du 16 avril au 24 avril 1993.
- Hirsch Perlman, du 11 septembre au 30 octobre 1993.
- Véronique Verstraete et Cécile Bart, Deux pièces, du 6 au 27 novembre 1993.
- Didier Trenet, Elevé sous la mère, 1994.
- John Davies, The Rhondda Valley, du 4 décembre 1993 au 25 février 1994
- Marthe Wery, Ettore Spalletti, Cécile Bart, B. Wurtz, Eva Eszter Bodnar, Raymond Petibon, Thomas Huber, Kirsten Mosher, du 10 février au 5 mars 1994.
- Philippe Thomas, Mobilier national, du 19 mars au 14 mai 1994
- Véronique Verstraete, du 19 mai au 5 juillet 1994.
- Rainer Oldendorf, Les Photos de Walther Behrle, du 10 septembre au 1er octobre 1994.
- Thomas Huber, Thomas Huber à tous les étages, du 5 novembre 1994 au 7 janvier 1995.
- Daniel Walravens, Grand Louvre - Hirsch Perlman 28 expressions, du 4 mars au 1er avril 1995.
- Ettore Spalletti, Terra Rossa, du 8 avril au 17 juin 1995.
- Eva Eszter Bodnar, du 22 juin au 13 juillet 1995.
- David Robbins, La Comédie Humaine, du 29 juin au 9 septembre 1995.
- Les ready made appartiennent à tout le monde ®[9], Ilmari Kalkkinen, du 7 octobre au 30 novembre 1995.
- Didier Trenet, Elégante et claire, du 24 mai au 29 juin 1996
- Jérôme Saint-Loubert Bié, du 5 octobre au 5 novembre 1996
- Daniel Walravens, Projections - Décompositions, du 26 avril au 15 juillet et du 13 au 20 septembre 1997